# Eric Bina
Eric J. Bina (* Oktober 1964) ist ein US-amerikanischer Programmierer, bekannt als Entwickler des Mosaic-Browsers mit Marc Andreessen.
Bina studierte Informatik an der University of Illinois at Urbana-Champaign (UIUC) mit dem Bachelorabschluss 1986 und dem Masterabschluss 1988. 1991 wurde er  Programmierer am National Center for Supercomputing Applications (NCSA), wo er im Dezember 1992 mit Andreessen (damals noch Student) mit der Programmierung eines Web-Browsers begann, mit einem Prototyp, der im März 1993 fertig wurde und von beiden im Internet gepostet wurde. Der ursprünglichen Unix-Version folgten bald darauf solche für den PC und den Mac. Andreessen gründete mit Bina und anderen 1994 Netscape Communications, das die weitere Vermarktung und Entwicklung des Mosaic-Nachfolgers Netscape übernahm. Bina schied später aus Netscape aus und lebte in Urbana (Illinois) und später in Singapur.
1997 erhielt er mit Andreessen den W. Wallace McDowell Award der IEEE. 1995 erhielten beide (mit Tim Berners-Lee, Robert Cailliau) den ACM Software System Award und 2010 wurden sie in die University of Illinois Engineering Hall of Fame und 1994 in die World Wide Web Hall of Fame aufgenommen.
Bina ist mit Marianne Winslet einer Professorin für Informatik an der UIUC verheiratet und hat eine Tochter.